# Escamilla
Escamilla település Spanyolországban, Guadalajara tartományban. Escamilla Peralveche, Salmerón, Salmeroncillos, Millana és Pareja községekkel határos. Lakosainak száma 65 fő (2024).

## Népesség
A település népessége az utóbbi években az alábbiak szerint változott:
| Lakosok száma | 118  | 105  | 108  | 91   | 89   | 73   | 67   | 63   | 57   | 65   |
|               | 2001 | 2004 | 2006 | 2009 | 2011 | 2014 | 2016 | 2019 | 2021 | 2024 |